# EDLIN
EDLIN is een line editor van Microsoft en was het allereerste programma waarmee tekstbestanden onder MS-DOS konden worden bewerkt. Het programma werkt net als MS-DOS met commandoregels en is daardoor naar moderne maatstaven ongemakkelijk in het gebruik. Het is geen volwaardige tekstverwerker, maar uitsluitend bedoeld voor het redigeren van configuratiebestanden e.d.
Het programma is in 1980 in twee weken tijd geschreven, waarbij ervan werd uitgegaan dat het een levensduur van ca. zes maanden zou hebben. Wie nu Windows XP, Windows Vista, Windows 7 of Windows 2003 Server heeft, kan evenwel zien dat EDLIN nog steeds wordt meegeleverd, net als de opvolger van EDLIN: het programma EDIT.